# Night of Champions (2011)
Night of Champions (2011) foi um evento em pay-per-view de luta profissional produzido pela WWE, que ocorreu em 18 de setembro de 2011 na First Niagara Center em Buffalo, Nova Iorque. Foi o quarto Night of Champions anual.

## Antes do evento
Night of Champions teve lutas de wrestling profissional de diferentes lutadores com rivalidades e histórias pré-determinadas que se desenvolveram no Raw e SmackDown — programas de televisão da WWE, tal como nos programas transmitidos pela internet - Superstars e NXT. Os lutadores interpretaram um vilão ou um mocinho seguindo uma série de eventos para gerar tensão, culminando em várias lutas. Como em todos os eventos anteriores, todos os títulos da WWE foram defendidos.
No SummerSlam, Alberto Del Rio usou seu contrato Money in the Bank, ganhando uma luta pelo WWE Championship, derrotando CM Punk e se tornando o novo campeão. Na noite seguinte, Del Rio defendeu seu título contra Rey Mysterio, sendo atacado por John Cena ao fim da luta. No Raw de 22 de agosto, o COO da WWE Triple H anunciou que Cena e Punk se enfrentariam na mesma noite, com o vencedor sendo o desafiante de Del Rio no Night of Champions. Cena venceu após interferência de Kevin Nash. No Raw de 29 de agosto, depois de uma discussão entre Nash e Punk, Triple H marcou uma luta entre os dois para o Night of Champions. Na mesma noite, Triple H mudou a luta, dizendo que ele enfrentaria Punk. Em 5 de setembro, Triple H mudou a luta, a transformando em uma luta sem desqualificação. Punk aceitou, mas também adicionou uma estipulação: se ele vencesse, Triple H deveria deixar o cargo de chefe de operações.
Randy Orton derrotou Christian em uma luta No Holds Barred, se tornando Campeão Mundial dos Pesos-Pesados. No SmackDown de 19 de agosto, Mark Henry venceu uma Battle Royal envolvendo outros 19 lutadores, se tornando o desafiante pelo título de Orton no Night of Champions. Foi anunciado pelo Gerente Geral especial do SmackDown, Bret Hart, que Christian enfrentaria Orton pelo título na semana seguinte, e que Henry enfrentaria o vencedor da luta Steel Cage no Night of Champions. Orton saiu vitorioso.
No Raw de 5 de setembro, Beth Phoenix derrotou Eve Torres, se tornando a desafiante pelo WWE Divas Championship de Kelly Kelly.
Air Boom (Evan Bourne e Kofi Kingston) derrotaram Michael McGillicutty e David Otunga, tornando-se Campeões de Duplas da WWE. Em 5 de setembro, The Miz e R-Truth desafiaram os dois pelos títulos.

## Evento

### Lutas preliminares
A primeira luta da noite foi entra os WWE Tag Team Champions, Kofi Kingstome e Evan Bourne, e desafiantes The Miz e R-truth. A luta começou com Kofi Kingstome Evan Bourne trocando Tags e usando a agilidade para dominar a luta, mas em certo momento R-truth conseguiu derrubar Bourne e então o domínio foi deles, o árbitro da luta já estava sem segurança, e não viu que Miz estava tentando fazer o pin em bourne e quando viu bourne escapou da contagem, Miz e Truth ficaram bravos com o juiz e o atacam causando suas desclassificações.
A segunda luta da noite foi entre Cody Rhodes e Ted Dibiase pelo Intercontinental Championship. O combate começou com o domínio de Rhodes, mas logo esse quadro foi revertido, Dibiase tirou a máscara de Rhodes para acertá-lo, mas sofreu um Roll-up e foi pinado.
A terceira luta da noite foi uma Fatal-four-way Match entre o WWE United States Champion Dolph Ziegler, acompanhado com Vickie Guerrero, e os desafiantes Jack Swagger, Alex Riley e John Morrisom. A luta começou com Alex Riley e Jack Swagger jogando os outros dois para fora e combatendo dentro do ringue, volte e meia um lutador que estava fora do ringue entrava jogava um pra fora e tentava subjugar o outro, Vickie Guerrero interferiu na luta impedindo que Swagger fosse pinado por Riley. A luta acabou após Swagger aplicar um Power Bomb em Morrisom, e Ziegler aproveitou para fazer o pin no último.
A quarta luta da noita foi pelo WWE Divas Championship entre a campeã Kelly Kelly, acompanhada por Eve Torres, e Beth Phoenix, acompanhada por Natalya, a luta começou com Beth Phoenix usando a força e Kelly se defendendo com a agilidade, Eve Torres e Natalya brigavam do lado de fora do ringue, em certo momento Kelly reverteu um Power Bomb em um pin.
A quinta luta da noite foi entre o World's Strongest Man Mark Henry e o World Heavyweight Champion Randy Orton, a luta começou com Henry batendo em Orton com domínio da força, mas Orton reagiu e foi mais uma vez subjugado por Henry, e ficaram trocando momento bons na luta. Henry tentou por diversas vezes aplicar o Strongest Slam em Orton, e Orton aplicar o RKO nele, nessa disputa Henry foi mais feliz e aplicou-lhe o seu finisher pinando-o.

### Pré Main-event
A quinta luta da noite foi entre o WWE Champion Alberto Del rio, acompanhado com o seu apresentador de ringue Rícardo Rodríguez, contra John cena. John Cena fez uma entrance com uma Ferrari Zr-350 (imitando a tradicional entrada de Alberto Del Rio). Rícardo Rodríguez foi expulso dos arredores do ringue ter puxado a perna de Cena. Del rio dominou, mas teve logo o troco de Cena que deu vários golpes. Alberto Del rio ainda deu um BackBreaker no braço de Cena que não desistiu com um Cross Arm Breaker, mas venceu Del rio com um STFU.

### Main Event
Antes da luta começar oficialmente Punk atacou Triple H pelas costas, Triple H revidou e tentou aplicar um Pedigree nele em cima da mesa dos comentaristas, mas Punk escapou e voltou para o ringue o chamando para a luta. Após isso o combate passou pouco tempo dentro do ringue e foram brigar ao estilo Hardcore fora dele. Pararam no meio do público e se dirigiram a entrada da arena, onde punk teve vantagem, voltaram ao ringue, Punk voou em cima de Triple H na mesa dos comentaristas, os dois voltaram exaustos e The Miz e R-truth os atacaram, os mesmos também atacaram o árbitro da luta. Punk e Triple H expulsaram os dois do ringue. Laurinaits veio e tentou botar ordem a luta, H tentou pinar punk, mas o árbitro oficial estava no chão e quando o árbitro substituto veio ao ringue Laurinaits não deixou que ele subisse ao ringue, Punk quase pinou H após um GTS, porém Truth o impediu e também sofreu um GTS. Kevin Nash veio do público e mais uma vez os dois lutadores foram atacados. Triple H, que sofreu maior castigo, atacou Nash com uma marreta, voltou ao ringue, aplicou um Pedigree em Punk e pinou-o.

## Resultados
| Nº                                          | Resultados                                                                                                | Estipulações                                                                                | Tempo |
| ------------------------------------------- | --- | ------------------------------------------------------------------------------------------- | ----- |
| Dark                                        | Daniel Bryan derrotou Heath Slater por submissão                                                          | Luta individual                                                                             | 5:13  |
| 1                                           | Air Boom (Evan Bourne e Kofi Kingston) (c) derrotou Awesome Truth (The Miz e R-Truth) por desqualificação | Luta de duplas pelo WWE Tag Team Championship                                               | 9:50  |
| 2                                           | Cody Rhodes (c) derrotou Ted DiBiase                                                                      | Luta individual pelo Intercontinental Championship                                          | 9:43  |
| 3                                           | Dolph Ziggler (c) (com Vickie Guerrero) derrotou Jack Swagger, Alex Riley e John Morrison                 | Luta Fatal-Four-Way pelo United States Championship                                         | 8:19  |
| 4                                           | Mark Henry derrotou Randy Orton (c)                                                                       | Luta individual pelo World Heavyweight Championship                                         | 13:06 |
| 5                                           | Kelly Kelly (com Eve) (c) derrotou Beth Phoenix (com Natalya)                                             | Luta individual pelo Divas Championship                                                     | 6:26  |
| 6                                           | John Cena derrotou Alberto Del Rio (c) (com Ricardo Rodríguez) por submissão                              | Luta individual pelo WWE Championship                                                       | 21:56 |
| 7                                           | Triple H derrotou CM Punk                                                                                 | Luta sem desqualificações; se Punk vencesse, Triple H deveria deixar o cargo de COO da WWE. | 27:40 |
| (c) – Refere-se aos campeões antes da luta. | |                                                                                             |       |